# BitMEX
BitMEX es un exchange de criptomonedas y una plataforma de negociación de derivados financieros. Es propiedad de HDR Global Trading Limited, registrada en las Seychelles.
BitMEX ofrece diversos productos financieros basados en criptomonedas, incluyendo contratos perpetuos, contratos de futuros y contratos de opciones. Estos productos permiten a los traders especular sobre los movimientos del precio de criptomonedas como Bitcoin o Ethereum, sin poseer realmente los activos subyacentes.

## Historia
BitMEX fue fundada en 2014 por Arthur Hayes, Ben Delo y Samuel Reed, con financiamiento inicial de familiares y amigos.
En julio de 2015, BitMEX completó una ronda de inversión SAFE, e ingresó al programa acelerador SOSV batch 8 China Accelerator, donde intercambió acciones por trabajo y financiamiento.[cita requerida]
En 2016, la plataforma lanzó los contratos perpetuos, que rápidamente se convirtieron en su producto derivado más popular.
En 2018, Delo se convirtió en el primer multimillonario británico gracias al Bitcoin, y en el multimillonario más joven del Reino Unido por méritos propios.
En julio de 2019, el economista Nouriel Roubini acusó públicamente a BitMEX de participar en actividades ilegales y asumir riesgos excesivos. Poco después, la CFTC comenzó a investigar a BitMEX por supuestamente permitir ilegalmente a ciudadanos estadounidenses usar la plataforma.
En octubre de 2020, Hayes, Reed, Delo y Gregory Dwyer fueron acusados formalmente de violar la ley estadounidense de secreto bancario (Bank Secrecy Act).
En 2021, Hayes se entregó voluntariamente y posteriormente fue puesto en libertad con una fianza de $10 millones. En 2022, Delo, Hayes y Reed se declararon culpables y recibieron sentencias de libertad condicional y multas significativas.
En julio de 2024, BitMEX se declaró culpable de incumplir con las normas antilavado y en enero de 2025 recibió una multa de 100 millones de dólares.
En marzo de 2025, el presidente Donald Trump otorgó cuatro indultos federales relacionados con BitMEX, incluido el primero otorgado directamente a una empresa.